# كليف ووكرز
كليف ووكرز هو فيلم إثارة تاريخي صيني من إخراج زانج ييمو،تدور أحداث الفيلم في مانشوكو قبل بدأ الحرب العالمية الثانية.تم اختيار الفيلم ليمثل الصين في حفل توزيع جوائز الأوسكار الرابع والتسعون.